# Rhônestreber
Rhônestreber (Zingel asper), en fisk i familjen abborrfiskar som endast finns i Rhônes flodsystem.

## Utseende
Det är en slank fisk med gråbrun kropp, ljusare mot buken, och oftast med tre mörkare tvärband. Arten har en smal stjärtspole och liknar den nära släktingen strebern, även om stjärtspolen inte är lika lång som hos denna art. Den har två ryggfenor, den främre med 8 till 9 taggstrålar, den andra med 9 till 14 mjukstrålar. De flesta av mjukstrålarna är grenade i spetsen. Som mest kan arten bli 22 cm lång och väga 100 g.

## Vanor
Rhônestrebern är en nattaktiv bottenfisk som lever i floder med förhållandevis snabbt strömmande vatten, där den föredrar grus- och stenbottnar på ett djup mellan 0,3 och 0,8 m. Arten är kortlivad och blir knappt 4 år. Födan består av kräftdjur som märlkräftor, insektslarver samt fiskrom och -yngel.

### Fortplantning
Arten leker på våren i djupdalar på grusbotten, där den lägger klibbiga ägg som kläcks efter omkring två veckor vid 13° C. Den leker första gången vid en ålder av minst två år, och hinner bara med en eller högst två lekperioder under sin livslängd.

## Utbredning
Arten finns endast i Rhônes flodsystem (med bifloder) i Frankrike och Schweiz.

## Status
Rhônestrebern är klassificerad som akut hotad ("CR", underklassificering "B2ab(iii)") av IUCN, och populationen minskar kraftigt. Främsta hoten är flodregleringar och vattenföroreningar. Den är starkt fragmenterad (2006 kände IUCN endast till 4 mindre populationer i Rhône med bifloder) och har numera nått ett stadium då även själva fragmenteringen är ett hot.